# Unione europea di radiodiffusione
L'Unione europea di radiodiffusione (UER; in francese Union européenne de radio-télévision, UER; in inglese European Broadcasting Union, EBU) è un'organizzazione internazionale che associa diversi operatori pubblici e privati del settore della teleradiodiffusione su scala nazionale e che opera i canali Eurovisione ed Euroradio.
È membro dell'Istituto europeo per le norme di telecomunicazione (ETSI).

## Storia

Logo dell'UER usato dal 1994 al 2012

Una prima alleanza tra le emittenti radiofoniche in Europa si sviluppò intorno al 1925 con la fondazione dell'Unione internazionale di radiofonia (UIR), nata per cercare di sviluppare l'uso della radio nel continente risolvendo quelli che erano visti come i principali ostacoli alla sua diffusione. Dopo la seconda guerra mondiale, l'UIR fu accusata di aver collaborato con il regime nazista, ponendo di fatto un ostacolo considerevole all'ingresso delle emittenti dell'Europa orientale.
Per risolvere tale problema, nel 1946 fu fondata l'Organizzazione internazionale della radiodiffusione e della televisione (OIRT), la cui direzione spettava a due codirettori, uno nominato dalla Francia e l'altro dall'Unione Sovietica. Quest'ultima tuttavia aveva garantito lo status di membro a tutte le emittenti delle repubbliche sovietiche, ottenendo praticamente il controllo dell'assemblea.
UIR e OIRT si contrapposero a lungo fino a quando, nel 1949, le emittenti di Belgio, Francia, Italia e Paesi Bassi scelsero di abbandonare entrambe le organizzazioni, seguite da Egitto, Libano, Lussemburgo, Marocco e Principato di Monaco. Alcuni tra i fuoriusciti, a cui si affiancarono Danimarca, Finlandia, Irlanda, Norvegia, Portogallo, Regno Unito, Svezia, Svizzera, Tunisia, Turchia e Città del Vaticano, si riunirono a Torquay, nel Regno Unito, e scelsero di fondare una nuova organizzazione, a cui diedero il nome di Unione europea di radiodiffusione (UER), nella quale confluirono sia l'UIR che l'OIRT.
Nel corso degli anni successivi furono accolte come membri effettivi svariate emittenti asiatiche e africane, mentre tra i membri associati figurano diverse emittenti americane e oceaniche, anche se l'UER resta fortemente vincolata alla zona europea di radiodiffusione (che racchiude l'intera Europa, parte del Nordafrica e del Medio Oriente) descritta dall'Unione internazionale delle telecomunicazioni.

## Produzioni
- Eurovision Song Contest (dal 1956)
- Eurovision Young Musicians (dal 1982)
- Junior Eurovision Song Contest (dal 2003)

### Passate
- Giochi senza frontiere (1965-1982; 1988-1999)
- Eurovision Young Dancers (1985-2017)
- Eurovision Dance Contest (2007-2009)
- Eurovision Magic Circus Show (2010-2012)
- Eurovision Choir (2017-2019)

## Membri dell'UER

I paesi aderenti all'UER anno per anno

### Effettivi
| Nazione              | Gruppo televisivo                                                                               | Abbr.    | Anno adesione  |
| -------------------- | ----------------------------------------------------------------------------------------------- | -------- | -------------- |
| Albania              | Radio Televizioni Shqiptar                                                                      | RTSH     | 1999           |
| Algeria              | Etablissement Public de Radiodiffusion Sonore                                                   | ENRS     | 1970           |
| Algeria              | Établissement Public de Télévision                                                              | EPTV     | 1970           |
| Algeria              | Télédiffusion d'Algérie                                                                         | TDA      | 1970           |
| Andorra              | Ràdio i Televisió d'Andorra                                                                     | RTVA     | 2002           |
| Armenia              | Hayastani Hanrayin Herrustaynkerut’yun                                                          | ARMTV    | 2005           |
| Armenia              | Hayastani Hanrayin Radio                                                                        | ARMR     | 2005           |
| Austria              | Österreichischer Rundfunk                                                                       | ORF      | 1953           |
| Azerbaigian          | İctimai Televiziya və Radio Yayımları Şirkəti                                                   | İTV      | 2007           |
| Belgio               | Vlaamse Radio- en Televisieomroep                                                               | VRT      | 1950           |
| Belgio               | Radio-Télévision Belge de la Communauté Française                                               | RTBF     | 1950           |
| Bosnia ed Erzegovina | Bosanskohercegovačka Radiotelevizija                                                            | BHRT     | 1993           |
| Bulgaria             | Bâlgarskoto Nacionalno Radio                                                                    | BNR      | 1993           |
| Bulgaria             | Bâlgarska Nacionalna Televizija                                                                 | BNT      | 1993           |
| Croazia              | Hrvatska Radiotelevizija                                                                        | HRT      | 1993           |
| Cipro                | Cyprus Broadcasting Corporation                                                                 | CyBC     | 1968           |
| Danimarca            | Danmarks Radio                                                                                  | DR       | 1950           |
| Danimarca            | TV 2                                                                                            | DK/TV 2  | 1950           |
| Egitto               | Ittihād al-Idhā‘ah wal-Tilīfizyūn al-Miṣrī                                                      | ERTU     | 1985           |
| Estonia              | Eesti Rahvusringhääling                                                                         | ERR      | 1993           |
| Finlandia            | Yleisradio                                                                                      | YLE      | 1950           |
| Francia              | TF1                                                                                             | GRF      | 1950           |
| Francia              | France Télévisions                                                                              | GRF      | 1950           |
| Francia              | Radio France                                                                                    | GRF      | 1950           |
| Francia              | France Médias Monde                                                                             | RFI      | 1950           |
| Francia              | TMC                                                                                             | TMC      | 1954           |
| Francia              | Europe 1                                                                                        | E1       | 1978           |
| Giordania            | Jordan Radio and Television Corporation                                                         | JRTV     | 1969           |
| Georgia              | Sakartvelos Sazogadoebrivi Mauts'q'ebeli                                                        | GPB      | 2005           |
| Germania             | Arbeitsgemeinschaft der öffentlich-rechtlichen Rundfunkanstalten der Bundesrepublik Deutschland | ARD      | 1952           |
| Germania             | Bayerischer Rundfunk                                                                            | BR       | 1952           |
| Germania             | Deutschlandradio                                                                                | DRadio   | 1952           |
| Germania             | Deutsche Welle                                                                                  | DW       | 1952           |
| Germania             | Hessischer Rundfunk                                                                             | HR       | 1952           |
| Germania             | Mitteldeutscher Rundfunk                                                                        | MDR      | 1952           |
| Germania             | Norddeutscher Rundfunk                                                                          | NDR      | 1952           |
| Germania             | Radio Bremen                                                                                    | RB       | 1952           |
| Germania             | Rundfunk Berlin-Brandenburg                                                                     | RBB      | 1952           |
| Germania             | Saarländischer Rundfunk                                                                         | SR       | 1952           |
| Germania             | Südwestrundfunk                                                                                 | SWR      | 1952           |
| Germania             | Westdeutscher Rundfunk                                                                          | WDR      | 1952           |
| Germania             | Zweites Deutsches Fernsehen                                                                     | ZDF      | 1963           |
| Grecia               | Ellinikí Radiofonía Tileórasi                                                                   | ERT      | 1950-2013 2015 |
| Irlanda              | Radio Teilifís Éireann                                                                          | RTÉ      | 1950           |
| Irlanda              | Teilifís na Gaeilge 4                                                                           | TG4      | 2007           |
| Islanda              | Ríkisútvarpið                                                                                   | RÚV      | 1956           |
| Israele              | Ta'agid HaShidur HaYisra'eli                                                                    | IPBC/KAN | 2018           |
| Italia               | Rai − Radiotelevisione Italiana                                                                 | RAI      | 1950           |
| Lettonia             | Latvijas Sabiedriskais Medijs - Latvijas Radio - Latvijas Televīzija                            | LSM      | 1993           |
| Libano               | Télé Liban                                                                                      | TL       | 1950           |
| Libia                | Libya National Channel                                                                          | LNC      | 2011           |
| Lituania             | Lietuvos Nacionalinis Radijas ir Televizija                                                     | LRT      | 1993           |
| Lussemburgo          | RTL Lëtzebuerg                                                                                  | RTL      | 1950           |
| Lussemburgo          | Radio 100,7                                                                                     | ERSL     | 1996           |
| Macedonia del Nord   | Makedonska Radio Televizija                                                                     | MKRTV    | 1993           |
| Malta                | Public Broadcasting Services                                                                    | MT/PBS   | 1969           |
| Marocco              | Société nationale de radiodiffusion et de télévision                                            | SNRT     | 1950-1961 1968 |
| Moldavia             | Teleradio Moldova                                                                               | TRM      | 1993           |
| Monaco               | Monaco Media Diffusion                                                                          | MMD      | 1994           |
| Monaco               | TV Monaco                                                                                       | TVM      | 2024           |
| Montenegro           | Radio Televizija Crne Gore                                                                      | RTCG     | 2001           |
| Norvegia             | Norsk rikskringkasting                                                                          | NRK      | 1950           |
| Norvegia             | TV2                                                                                             | NO/TV2   | 1992           |
| Paesi Bassi          | AVROTROS                                                                                        | AVROTROS | 1950           |
| Paesi Bassi          | BNNVARA                                                                                         | BNNVARA  | 1950           |
| Paesi Bassi          | KRO-NCRV                                                                                        | KRO-NCRV | 1950           |
| Paesi Bassi          | MAX                                                                                             | MAX      | 1950           |
| Paesi Bassi          | Nederlandse Publieke Omroep                                                                     | NPO      | 1950           |
| Paesi Bassi          | NTR                                                                                             | NTR      | 1950           |
| Paesi Bassi          | Vereniging De Evangelische Omroep                                                               | EO       | 1950           |
| Paesi Bassi          | Vrijzinnig Protestantse Radio Omroep                                                            | VPRO     | 1950           |
| Polonia              | Telewizja Polska                                                                                | TVP      | 1993           |
| Polonia              | Polskie Radio                                                                                   | PR       | 1993           |
| Portogallo           | Rádio e Televisão de Portugal                                                                   | RTP      | 1950           |
| Regno Unito          | British Broadcasting Corporation                                                                | BBC      | 1950           |
| Regno Unito          | United Kingdom Independent Broadcasting: - ITV - Channel 4 - S4C - STV Group                    | UKIB     | 1960           |
| Rep. Ceca            | Český rozhlas                                                                                   | ČR       | 1993           |
| Rep. Ceca            | Česká televize                                                                                  | ČT       | 1993           |
| Romania              | Societatea Română de Radiodifuziune                                                             | ROR      | 1993           |
| Romania              | Televiziunea Română                                                                             | TVR      | 1993           |
| San Marino           | San Marino RTV                                                                                  | RTV      | 1995           |
| Serbia               | Radio Televizija Srbije                                                                         | RTS      | 2001           |
| Slovacchia           | Slovenská televízia a rozhlas                                                                   | STVR     | 2024           |
| Slovenia             | Radiotelevizija Slovenija                                                                       | RTVSLO   | 1993           |
| Spagna               | Radiotelevisión Española                                                                        | RTVE     | 1955           |
| Svezia               | Sveriges Television                                                                             | SVT      | 1950           |
| Svezia               | Sveriges Radio                                                                                  | SR       | 1950           |
| Svezia               | Sveriges Utbildningsradio                                                                       | UR       | 1950           |
| Svizzera             | Società svizzera di radiotelevisione                                                            | SRG SSR  | 1950           |
| Tunisia              | Radio Tunisienne                                                                                | RT       | 2007           |
| Tunisia              | Télévision Tunisienne                                                                           | TT       | 2007           |
| Turchia              | Türkiye Radyo ve Televizyon Kurumu                                                              | TRT      | 1950           |
| Ucraina              | Nacional'na Suspil'na Teleradiokompanija Ukraïny                                                | UA:PBC   | 2017           |
| Ungheria             | Médiaszolgáltatás-támogató és Vagyonkezelő Alap                                                 | MTVA     | 2014           |
| Ungheria             | Duna Media Service Provider                                                                     | Duna     | 2014           |
| Città del Vaticano   | Radio Vaticana                                                                                  | RV       | 1950           |

### Associati

Paesi con membri associati dell'UER

| Nazione       | Gruppo televisivo                         | Abbr. | Anno adesione |
| ------------- | ----------------------------------------- | ----- | ------------- |
| Australia     | Australian Broadcasting Corporation       | ABC   | 1950          |
| Australia     | FreeTV Australia                          | Free  | 1962          |
| Australia     | Special Broadcasting Service              | SBS   | 1979          |
| Bangladesh    | Bānlādēśa ṭēlibhiśana                     | BTV   | 1974          |
| Brasile       | Fundação Padre Anchieta                   | FPA   | 2012          |
| Canada        | Canadian Broadcasting Corporation         | CBC   | 1950          |
| Cile          | Canal 13                                  | UCTV  | 1971          |
| Cina          | China Central Television                  | CCTV  | 2010          |
| Cina          | Shangai Media Group                       | SMG   | 2016          |
| Corea del Sud | Korean Broadcasting System                | KBS   | 1974          |
| Cuba          | Instituto Cubano de Radio y Televisión    | ICRT  | 1992          |
| Georgia       | Teleimedi                                 | TEME  | 2004          |
| Georgia       | Rustavi 2                                 | RB    | 2003          |
| Giappone      | Nippon Hoso Kyokai                        | NHK   | 1951          |
| Giappone      | Tokyo Broadcasting System                 | TBS   | 2000          |
| Giappone      | Tokyo FM                                  | TFM   | 1986          |
| Hong Kong     | Radio Television Hong Kong                | RTHK  | 1983          |
| India         | All India Radio                           | AIR   | 1979          |
| Iran          | Islamic Republic of Iran Broadcasting     | IRIB  | 1979          |
| Kazakistan    | Khabar Agency                             | KA    | 2016          |
| Kazakistan    | Channel 31                                | C31   | 2017          |
| Malaysia      | Radio Televisyen Malaysia                 | RTM   | 1970          |
| Mauritius     | Mauritius Broadcasting Corporation        | MBC   | 1980          |
| Nuova Zelanda | Radio New Zealand                         | RNZ   | 1950          |
| Nuova Zelanda | Television New Zealand                    | TVNZ  | 1950          |
| Oman          | Public Authority for Radio and TV of Oman | PART  | 1976          |
| Siria         | General Organization of Radio and TV      | ORTAS | 1978          |
| Stati Uniti   | National Broadcasting Company             | NBC   | 1971          |
| Stati Uniti   | American Broadcasting Company             | ABC   | 1959          |
| Stati Uniti   | Columbia Broadcasting System              | CBS   | 1956          |
| Stati Uniti   | National Public Radio                     | NPR   | 1971          |
| Stati Uniti   | American Public Media                     | APM   | 2004          |
| Stati Uniti   | WFTM Radio Network                        | WFMT  | 1980          |
| Sudafrica     | South African Broadcasting Corporation    | SABC  | 1951          |

### Sospesi
| Nazione     | Emittente                                                                    | Abbr. | Da   |
| ----------- | ---------------------------------------------------------------------------- | ----- | ---- |
| Bielorussia | Belaruskaja Tele-Radio Campanija                                             | BTRC  | 2021 |
| Russia      | Pervyj kanal                                                                 | C1R   | 2022 |
| Russia      | Radio Dom Ostankino                                                          | RDO   | 2022 |
| Russia      | Vserossijskaja gosudarstvennaja televizionnaja i radioveščatelnaja kompanija | VGTRK | 2022 |

### Del passato
| Nazione             | Emittente                                                | Abbr. | Da   | A    |
| ------------------- | -------------------------------------------------------- | ----- | ---- | ---- |
| Cecoslovacchia      | Ceškoslovenska televizía                                 | ČST   | 1991 | 1992 |
| Finlandia           | Mainotelevisio 3                                         | MTV3  | 1957 | 2019 |
| Grecia              | Nea Ellinikí Radiofonía, Internet kai Tileórasi          | NERIT | 2014 | 2015 |
| Israele             | Israel Broadcasting Authority                            | IBA   | 1957 | 2017 |
| Italia Monaco       | Telemontecarlo                                           | TMC   | 1974 | 2001 |
| Monaco              | Radio Monte-Carlo                                        | RMC   | 1950 | 2021 |
| Jugoslavia          | Jugoslovenska radiotelevizija                            | JRT   | 1950 | 1992 |
| Libia               | Libyan Jamahiriya Broadcasting Corporation               | LJBC  | 1974 | 2011 |
| Serbia e Montenegro | Udruženje javnih radija i televizija                     | UJRT  | 2001 | 2006 |
| Slovacchia          | Slovenský rozhlas                                        | SRo   | 1993 | 2011 |
| Slovacchia          | Slovenská televízia                                      | STV   | 1993 | 2011 |
| Slovacchia          | Rozhlas a televízia Slovenska                            | RTVS  | 2011 | 2024 |
| Spagna              | Antena 3 Radio                                           | A3R   | 1986 | 1993 |
| Spagna              | Cadena de Ondas Populares de España                      | COPE  | 1998 | 2019 |
| Spagna              | Cadena SER                                               | SER   | 1982 | 2020 |
| Svezia              | TV4                                                      | TV4   | 2004 | 2019 |
| Tunisia             | Établissement de la Radiodiffusion-Télévision Tunisienne | ERTT  | 1950 | 2007 |
| Ungheria            | Duna TV                                                  | Duna  | 2013 | 2015 |
| Ungheria            | Magyar Rádió                                             | MR    | 1993 | 2015 |
| Ungheria            | Magyar Televízió                                         | MTV   | 1993 | 2015 |